# Batalha dos Pirenéus
A Batalha dos Pirenéus foi uma ofensiva em grande escala lançada em 25 de julho de 1813 pelo marechal Nicolas Jean de Dieu Soult da região dos Pirenéus por ordem do imperador Napoleão, na esperança de aliviar as guarnições francesas sob cerco em Pamplona e San Sebastián. Após o êxito inicial da ofensiva terrestre a uma parada diante do aumento da resistência aliada sob o comando de Arthur Wellesley, Duque da Vitória. Soult abandonou a ofensiva em 30 de julho e foi em direção a França, tendo falhado em aliviar a guarnição.
A batalha dos Pirenéus envolveu várias ações distintas. Em 25 de julho, Soult e dois corpos franceses lutaram contra a reforçada 4.ª Divisão britânica e uma divisão espanhola na batalha de Roncesvalles. A força aliada realizou com sucesso todos os ataques durante o dia, mas recuou da passagem de Roncesvalles naquela noite diante da esmagadora superioridade numérica francesa. Também no dia 25, um terceiro corpo francês atacou severamente a 2.ª Divisão britânica na Batalha de Maya. Os britânicos retiraram-se da passagem de Maya naquela noite. Wellington reuniu as suas tropas a uma curta distância ao norte de Pamplona e repeliu os ataques dos dois corps de Soult na Batalha de Sorauren em 28 de julho.
Em vez de cair de volta para o nordeste em direção a Passagem de Roncesvalles, Soult entrou em contato com o seu terceiro corps em 29 de julho e começou a se mover para o norte. Em 30 de Julho, Wellington atacou a retaguarda de Soult em Sourauren, dirigindo algumas tropas francesas para o nordeste, enquanto a maioria continuou para o norte. Ao invés de usar a Passagem de Maya, Soult escolhei ir para o norte até o vale do rio Bidassoa. Ele conseguiu escapar do cerco aliado às suas tropas em Yanci em 1 de agosto e escapou através de uma passagem próxima após uma ação de retaguarda final em Etxalar em 2 de agosto. Os franceses sofreram quase o dobro das vítimas do exército aliado.